# American Psycho (boek)
American Psycho is een roman van de Amerikaanse schrijver Bret Easton Ellis uit 1991 en een van de meest opgemerkte boeken uit de moderne Amerikaanse literatuur. De Nederlandse uitgave werd in hetzelfde jaar uitgebracht in een vertaling van Balt Lenders.
De roman werd in 2000 verfilmd tot het gelijknamige American Psycho.

## Verhaal
Patrick Bateman is een stereotiepe yuppie, hij woont in een prachtig appartement in New York en draagt alleen de duurste mode. Maar 's avonds komt Patricks ware aard boven van een losgeslagen moordende en verkrachtende psychopaat. Ondanks zijn vele slachtoffers (vooral vrouwen, prostituees) wordt Patrick nooit gepakt en gestraft. Het tij keert pas nadat Patrick een collega vermoordt, hij voelt dat zijn straf eraan zit te komen. Nadat het zelfs hem te veel wordt, besluit hij via de telefoon alles aan zijn advocaat op te biechten. Als hij zijn advocaat een tijd later in een restaurant tegenkomt, spreekt Patrick hem aan om een oplossing te vinden. Maar de advocaat lijkt Patrick niet te willen geloven en weigert Patricks verhaal te accepteren. Uiteindelijk blijft Patrick ongestraft, hij blijft zijn straf ontlopen.

## Thema
American Psycho is grotendeels een kritiek op de oppervlakkigheid en wreedheid van het kapitalisme. De personages zijn overwegend bezig met materieel bezit en een oppervlakkige vertoning, kenmerken die verwijzen naar een postmoderne wereld waarin oppervlakkigheid overheersen. Dit leidt ertoe dat Patrick Bateman zich gedraagt alsof alles koopwaar is, mensen inbegrepen, een houding die verder meespeelt in de toename van objectificatie van vrouwen doorheen de roman. Deze teruggetrokken houding van Bateman laat hem toe zijn daden te rationaliseren.